# تشيتيرنا
تشيتيرنا (بالإيطالية: Citerna)‏ هي بلدية في مقاطعة بيرودجا في إقليم أومبريا في إيطاليا.

## السكان
في سنة 1861 بلغ عدد السكان 2٬524 نسمة، وتطور العدد ليصل في سنة 2011 لـ 3٬458 نسمة.
يظهر هذا المخطط البياني تطور النمو السكاني لـ تشيتيرنا